# Xã East Roanoke, Quận Randolph, Arkansas
Xã East Roanoke (tiếng Anh: East Roanoke Township) là một xã thuộc quận Randolph, tiểu bang Arkansas, Hoa Kỳ. Năm 2010, dân số của xã này là 509 người.